# Hermann-Ehlers-Gymnasium
Das Hermann-Ehlers-Gymnasium ist ein Gymnasium im Berliner Ortsteil Berlin-Steglitz (Bezirk Steglitz-Zehlendorf). Es liegt an der Elisenstraße 3–4 und umfasst die Klassenstufen 7 bis 12.

## Namensgeber
Der Namensgeber der Schule ist der deutsche Politiker Hermann Ehlers (CDU), der von 1950 bis zu seinem Tod Präsident des Deutschen Bundestages war. Ehlers ist ein ehemaliger Schüler der Schule, der dort im September 1922 seine Reifeprüfung ablegte. Die Schule erhielt ihren Namen zum Gedenken an Ehlers am 4. Dezember 1954, rund einen Monat nach seinem Tod.

## Geschichte

### Gründung und Erster Weltkrieg (1896 bis 1918)

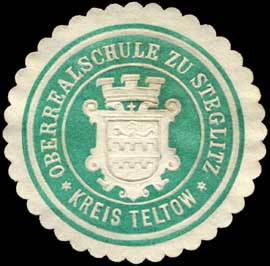
Siegelmarke der Oberrealschule zu Steglitz

Vor 1920 war der heutige Ortsteil Berlin-Steglitz eine eigenständige Gemeinde. Ab 1870 führte die Erschließung der Berliner Vororte und die Gründung der Villenkolonien in Südende, Dahlem und Lichterfelde zu einem rasanten Anstieg der Bevölkerung. In der Gemeinde Steglitz bestanden zuvor nur wenige Schulen, 1896 wurde als erstes Gymnasium das Gymnasium Steglitz gegründet. 1896 wurde das heutige Hermann-Ehlers-Gymnasium unter dem Namen Realschule Steglitz gegründet und bezog ein Schulgebäude in der Florastraße. Der erste Direktor wurde Oskar Lüdeke, der zuvor bereits von 1886 bis 1896 am Gymnasium Steglitz unterrichtet hatte. Die ersten Reifeprüfungen wurden um Ostern 1898 abgelegt. Bereits im Jahr 1902 wurde eine Aufwertung der Realschule zu einer Oberrealschule beschlossen. An der Schule wurde weiterhin kein Latein gelehrt, so wie es an höheren Schulen üblich war, die zum Studium berechtigten. Mit dem Erwerb eines Reifezeugnisses (d. h. eines Abschlusses) an einer Oberrealschule war man dennoch berechtigt, bestimmte Fächer zu studieren. Ab 1900 wurde die Beschränkung bestimmter Fächer aufgehoben und man durfte mit dem Erwerb eines Reifezeugnisses alle Fächer studieren.
Im November 1903 besuchten bereits rund 500 Schüler die Schule. Daher wurde beschlossen, die Kapazität mit einem Erweiterungsbau zu erhöhen. Im Februar 1904 wurde der Bau eines größeren Schulgebäudes in der Elisenstraße beschlossen. Die Grundsteinlegung erfolgte im Juni 1905, im Oktober 1905 zogen die Schüler in das neue Gebäude um. Das alte Gebäude in der Florastraße 13 wurde fortan weiterhin als Schule genutzt. Zur Zeit des Nationalsozialismus beherbergte es eine Handelsschule, seit 1999 ist das alte Gebäude Sitz des Oberstufenzentrum Bürowirtschaft 1. Die feierliche Einweihung des neuen Schulgebäudes erfolgte am 28. Oktober 1905.
Nach dem Umzug in das neue Gebäude erfolgte eine Vielzahl von Vereinsgründungen. Im September 1907 wurde der Turnverein der Oberrealschule Steglitz gegründet, im Oktober 1907 die Rudervereinigung der Oberrealschule Steglitz. 1909 wurde außerdem der Altherrenverband des Turnvereins der Oberrealschule Steglitz und 1913 der erste Ehemaligenverein Verein ehemaliger Steglitzer Oberrealschüler VESTOR 1913 e. V. gegründet. 1921 wurde der Verein der Freunde der Oberrealschule Steglitz gegründet.
Von 1914 bis 1918 gab es, wie an den meisten anderen Schulen im Ersten Weltkrieg, die freiwillige Möglichkeit, eine Notreifeprüfung abzulegen, um früher in das Militär eintreten zu können. Über die genaue Anzahl der Schüler, die davon Gebrauch machte und über die Verlustzahlen an der Oberrealschule Steglitz ist nichts bekannt.

### Weimarer Zeit (1919 bis 1933)
1921 wurde Georg Pann neuer Direktor der Schule. Dieser beantragte im selben Jahr Latein an der Schule zu unterrichten. Zum Schuljahr 1924/1925 wurde der Lateinunterricht ab der Untersekunda eingeführt. Damit wurde die Schule in Reform-Realgymnasium umbenannt. Ab 1928 hieß die Schule Oberrealschule nebst Reform-Realgymnasium Steglitz. Im selben Jahr wurde das Schulgebäude um einen Flügel erweitert.

### Nationalsozialismus und Nachkriegszeit (1933 bis 1954)
Über Veränderungen des Alltags am Hermann-Ehlers-Gymnasium während des Nationalsozialismus ist nur wenig bekannt. Ab 1938 führte die Bildungsinstitution den Namen Wrangelschule, „benannt nach dem alten General Friedrich von Wrangel, der die Aufständischen der Berliner Revolution von 1848 niederkartätschen hatte lassen. Nun merkte man auch im Musikunterricht, wo und wie die Musik spielte. Wir sangen ‚Flamme empor‘, ‚Auf, hebt uns're Fahnen‘ und die ersten Lieder von dem HJ-Liedermacher Hans Baumann, ‚Und die Morgenfrühe‘ und ‚Nur der Freiheit gehört unser Leben‘. Diese Lieder waren auch nötig, denn von nun an gab es auch Appelle in der Schule an den besonderen politischen Feiertagen.“ Zur Zeit der Luftangriffe auf Berlin fanden viele Kinderlandverschickungen statt. Während der sogenannten Lankwitzer Bombennacht in der Nacht vom 23. auf den 24. August 1943 brannte das Schulgebäude infolge eines Bombenangriffs fast vollständig aus. Die Bildungseinrichtung wurde  „im Rahmen der erweiterten KLV ins sogenannte Wartheland evakuiert, mit allen Lehrern und allem wichtigen Schulmobiliar“. Der Unterricht wurde erst über zwei Monate nach Kriegsende, im Juli 1945 aufgenommen. Im Rahmen der Einführung Koedukation in Deutschland wurden ab 1949 auch Mädchen an der Schule aufgenommen.

### Hermann-Ehlers-Gymnasium (seit 1954)
Am 4. Dezember 1954 wurde die Schule in Gedenken an den kurz zuvor verstorbenen Bundestagspräsidenten und ehemaligen Schüler Hermann Ehlers in Hermann-Ehlers-Schule umbenannt.

## Architektur und Gelände

### Gelände
Das Schulgelände grenzt im Norden an Wohnhäuser der Steinstraße, im Osten an das Schulgelände der Helene-Lange-Schule und der Freiherr-von-Hünefeld-Schule, im Süden an Wohnhäuser der Albrechtstraße und im Westen an die Elisenstraße.

### Gebäude
Die Schule ist ausgestattet mit insgesamt acht naturwissenschaftlichen Fachräumen, darunter drei Chemieräume, drei Biologieräume und zwei Physikräume. Außerdem gibt es zwei Räume für den Fachunterricht in Politikwissenschaft, zwei Musiksäle und eine Aula, zwei Kunsträume und eine Holz- und Tonwerkstatt sowie eine Turn- und eine Gymnastikhalle.

## Schulleben

### Schulprofil
Am Hermann-Ehlers-Gymnasium werden fünf verschiedene Fremdsprachen unterrichtet: Englisch ist grundsätzlich die erste Fremdsprache und wird pflichtmäßig unterrichtet. Als zweite Fremdsprache ist, ebenfalls pflichtmäßig, zwischen Französisch, oder Spanisch zu wählen. Ab der Klassenstufe 8 kann im Rahmen des Wahlpflichtunterrichts als dritte Fremdsprache Italienisch, Russisch  oder Latein gewählt werden. In der Oberstufe kann das Latinum erworben werden.

### Wahlpflichtunterricht
Das Hermann-Ehlers-Gymnasium bietet sogenannte Wahlpflichtfächer an. Ein Wahlpflichtfach ist ein Pflichtfach, welches aus einer Gruppe von Fächern ausgewählt werden muss. Wahlpflichtfächer kann man am Hermann-Ehlers-Gymnasium ab der 8. Klassenstufe belegen. Seit dem Schuljahr 2013/2014 gibt es Wahlpflichtfächer aus den Bereichen Kunst, Naturwissenschaft und Sprache. Aus dem künstlerischen Bereich kann man zwischen Musik und Darstellendes Spiel wählen. Aus dem naturwissenschaftlichen Bereich wird Mathematik und Chemie  angeboten. Schüler, die in der 8. Klasse eine Fremdsprache gewählt haben (Italienisch, Russisch, Latein), wählen keine weiteren Wahlpflichtfächer, da man Sprachen verpflichtend für zwei Jahre hat.

### Veranstaltungen
- jährlich stattfindende Musikabende
- Theateraufführungen

### Lehrer- und Schülerzahl
Im Schuljahr 2016/2017 besuchten 504 Schüler die Schule. Davon besaßen 124 Schüler nicht die deutsche Staatsangehörigkeit und 275 Schüler waren nichtdeutscher Herkunftssprache. 296 Schüler hatten ihren Wohnsitz im Bezirk Steglitz-Zehlendorf, weitere 159 in den angrenzenden Bezirken Spandau, Tempelhof-Schöneberg und Charlottenburg-Wilmersdorf. 39 Schüler hatten ihren Wohnsitz in anderen Bezirken Berlins und  zehn Schüler außerhalb Berlins. Vom Schuljahr 2001/2002 bis zum Schuljahr 2011/2012 blieb die Anzahl der Schüler relativ konstant zwischen 650 und 700, seit dem Schuljahr 2012/2013 ist die Zahl der Schüler allerdings rückläufig. Seit 2001 ging die Zahl der Schüler um rund 20 Prozent zurück.
Von den 504 Schülern befanden sich 102 in der Jahrgangsstufe 7, 77 in der Jahrgangsstufe 8, 61 in der Jahrgangsstufe 9 und 90 in der Jahrgangsstufe 10. In der Jahrgangsstufe 11 befanden sich 83 Schüler und in der Jahrgangsstufe 12 91 Schüler.
Insgesamt unterrichteten 60 Lehrer an der Schule. Davon sind 50 angestellte Lehrer und 10 Studienreferendare und Anwärter für das Lehramt.
| Schuljahr | Lehrer | Schüler |
| --------- | ------ | ------- |
| 2001/2002 |        | 644     |
| 2002/2003 |        | 676     |
| 2003/2004 | 69     | 694     |
| 2004/2005 | 67     | 678     |
| 2005/2006 | 62     | 672     |
| 2006/2007 | 60     | 674     |
| 2007/2008 | 61     | 664     |
| 2008/2009 | 57     | 616     |
| 2009/2010 | 50     | 623     |
| 2010/2011 | 53     | 629     |
| 2011/2012 | 64     | 615     |
| 2012/2013 | 63     | 562     |
| 2013/2014 | 55     | 534     |
| 2014/2015 | 59     | 501     |
| 2015/2016 | 63     | 499     |
| 2016/2017 | 60     | 504     |

Quelle: Schulverzeichnis Berliner Schulen

## Persönlichkeiten

### Bekannte Lehrer
- Thilo Cornelissen (1904–1965), Musikpädagoge und Komponist, Musiklehrer 1946
- Maximilian Modde (1862–1933), Maler, Kunstlehrer 1915–1918
- Marc Lingk (* 5. März 1964), Komponist, Softwareentwickler, Physiker ab 2016

### Bekannte Schüler
- Willy Meerwald (1888–1960), Jurist und Staatsbeamter
- August Heinrich Bruinier (1897–1970), Geiger
- Ansco Bruinier (1898–1973), Musiker
- Ernst Retzlaff (1902–1934), Politiker (NSDAP)
- Rudolf Craemer (1903–1941), Historiker
- Hermann Ehlers (1904–1954), Politiker (CDU), Namensgeber der Schule
- Werner Jacobs (1909–1999), Filmregisseur
- Heinrich Schiller (1924–2016), Prof. für Sozialarbeit[12]
- Norbert Kopp (* 1954), ehemaliger Bezirksbürgermeister von Steglitz-Zehlendorf
- Aldona Niemczyk (* 1969), Politikerin (CDU)
- İlke Üner (* 1983), Violinistin und Schauspielerin